# Money Monster - L'altra faccia del denaro
Money Monster - L'altra faccia del denaro (Money Monster) è un film del 2016 diretto da Jodie Foster.
Tra gli interpreti principali figurano George Clooney, Julia Roberts, Jack O'Connell e Dominic West.

## Trama
Lee Gates è un esperto di finanza, brillante presentatore dello show televisivo Money Monster. Il giorno prima della trasmissione il titolo di borsa IBIS Clear Capital è precipitato, apparentemente a causa di un glitch, un guasto dell'algoritmo di trading, costando agli investitori 800 milioni di dollari. Lee vuole intervistare l'amministratore delegato di IBIS, Walt Camby, per un'intervista sull'incidente, ma Camby rifiuta, dicendo di essere diretto a Ginevra per un viaggio d'affari.
Durante la trasmissione, un corriere con un pacco da consegnare entra sul set, tira fuori una pistola e prende Gates in ostaggio, costringendolo a indossare un giubbotto carico di esplosivo. Il detonatore è comandato tramite un telecomando tenuto in mano dal ragazzo: se questi lo rilascia, il giubbotto esplode. Il giovane ventiquattrenne, che si chiama Kyle Budwell, ha investito su IBIS tutti i 60.000 dollari ereditati dalla madre deceduta, seguendo il suggerimento che alcuni giorni prima Lee aveva dato ai suoi ascoltatori e, come tutti gli altri investitori, ha perso tutto. E questo è il motivo del folle gesto: vuole avere una spiegazione dell'accaduto. La polizia interviene sul posto e si accorge della possibilità di distruggere il detonatore, che il giovane ha messo vicino al rene di Lee, invece che vicino al cuore. Il piano prevede quindi di sparare a Lee, sperando che sopravviva, distruggendo il detonatore. Nel frattempo la trasmissione continua ad andare in onda in diretta, seguita da milioni di telespettatori.
Con l'aiuto della regista dello show, Patty Fenn, Lee cerca di calmare Kyle e di rintracciare Camby. Kyle, però, inizia a innervosirsi quando i dipendenti di Lee e l'addetta stampa di IBIS, Diane Lester, gli offrono di compensare la sua perdita finanziaria. Inoltre è infastidito dall'insistenza di Diane nel sostenere che l'algoritmo di trading è il vero colpevole del calo dei titoli in borsa. Ma neanche Diane è convinta della propria spiegazione e dopo essersi messa in contrasto con un alto dirigente dell'azienda comincia a raccogliere informazioni. Quando riesce a contattare il programmatore che ha creato l'algoritmo, Won Joon, quest'ultimo le conferma che un algoritmo matematico non può aver causato una tale perdita economica, a meno che non ci sia stato un intervento umano.
Intanto Lee fa appello ai suoi telespettatori per aiutarlo a risolvere la situazione: se tutti compreranno pochi dollari del fondo di investimento appena fallito le quotazioni torneranno a crescere, ma il pubblico non gli concede l'aiuto sperato. Nel frattempo la polizia di New York trova la ragazza di Kyle, Molly, che è incinta, e la mette in contatto con il fidanzato, ma il tentativo si rivela disastroso: Molly accusa violentemente Kyle di essere un fallito e di non avere più intenzione di avere a che fare con lui. La situazione precipita e Lee, per calmare Kyle, accetta di aiutarlo a scoprire che cosa è andato storto.
Quando l'amministratore delegato di IBIS ritorna dal suo viaggio d'affari, Diane, che ha una relazione con lui, scopre attraverso i timbri sul passaporto che Camby non si è recato a Ginevra bensì a Johannesburg. Diane passa le informazioni a Patty e il team di Money Monster, contattando degli hacker islandesi che sono stati ospiti di una trasmissione, comincia a cercare la verità. Intanto, dopo aver evacuato una parte della Troupe dallo studio, la polizia spara a Lee ma lo manca, anche perché è stato avvertito dalla regista del pericolo imminente. Diane e Patty preparano una trappola per incastrare Camby, organizzando un'intervista tra lui e Lee. Intanto il presentatore, il giovane dinamitardo e un cameraman della troupe sono scesi in strada per andare sul luogo dell'intervista, la Federal Hall National Memorial. Durante il tragitto, contornati da una folla di curiosi e di poliziotti, Kyle dice a Lee che non c'è esplosivo nel giubbotto ma poi spara involontariamente al produttore del programma, Ron Sprecher, dopo che quest'ultimo aveva lanciato a Lee un nuovo auricolare per comunicare con la produzione.
Una volta arrivati nel salone dove è organizzata l'intervista Lee e Kyle vogliono risposte da un recalcitrante Camby, che continua a dare la colpa all'inconveniente dell'algoritmo matematico: il famigerato glitch. Lee spiega ai telespettatori che un algoritmo matematico di investimenti ad alta frequenza, come quello che regolava il fondo di investimenti, non avrebbe mai portato ad acquistare 800 milioni di dollari di azioni di una sola società, quindi quanto avvenuto è spiegabile solo dall'intervento di una persona. La strategia di Camby diviene ben presto evidente: Camby ha dirottato tutti i soldi del fondo su quell'unica azione perché pensava di poter corrompere l'Unione dei minatori del Sudafrica per far sospendere uno sciopero, provocando così un forte rialzo del titolo. Ma il capo dei sindacalisti appena eletto, Moshe Mambo, riesce a far prevalere una linea dura, preannunciando anni di sciopero ad oltranza e provocando con questo annuncio sia la totale perdita di valore dei titoli della società che la totale perdita di valore del fondo di investimento della IBIS. Ecco cosa ha portato al crollo del valore del fondo di investimento. Camby nega tutto, ma uno dei video reperiti dagli hacker lo mostra poche ore prima mentre parla con il sindacalista. Viene fuori che Camby non è nuovo a questo tipo di comportamenti, solo che questa volta il suo intento non è andato a buon fine. Camby continua a dare la colpa ai sistemi computazionali e Kyle decide di fargli indossare il giubbotto esplosivo. Nonostante le pressanti richieste di Kyle, Camby si rifiuta di ammettere le sue responsabilità, sostenendo di non aver infranto nessuna legge e che finché le cose andavano bene e si realizzavano guadagni, nessuno si preoccupava della correttezza delle regole, perché gli affari si fanno esattamente così e questo è il modo in cui agiscono anche russi e cinesi. Dichiara che il tutto è sbagliato solo all'ultimatum di Kyle di farlo esplodere. Un attimo dopo che Camby pronuncia le parole "sbagliato" Kyle lascia andare il telecomando e viene ucciso dalla polizia.
Pochi minuti dopo viene annunciato che Walt Camby e la IBIS sono sotto inchiesta per violazione della legge sulle pratiche di corruzione straniera. Ma il tutto è stato vissuto dal pubblico come uno spettacolo televisivo e una volta chiuso il grande spettacolo di Kyle e Lee contro Camby, il "pubblico" torna a pensare e a fare quello che faceva prima della trasmissione.

## Produzione
Il progetto è stato annunciato il 7 febbraio 2012, quando Daniel Dubiecki ha aperto la sua società di produzione cinematografica: The Allegiance Theater. È la prima pellicola prodotta dalla società. L'11 ottobre 2012, Jodie Foster è stata ingaggiata per dirigere il film. Il 25 luglio 2014, la TriStar Pictures ha ottenuto i diritti per finanziare e distribuire il film, con un budget di 30 milioni di dollari. George Clooney e Grant Heslov sono produttori del film con la loro Smokehouse Pictures.
La lavorazione era stata fissata per i primi mesi del 2013, in seguito posticipata. A luglio 2014 è stato annunciato che la produzione sarebbe cominciata subito dopo il termine delle riprese di Ave, Cesare! dei fratelli Coen con Clooney tra i protagonisti. Le riprese sono cominciate ufficialmente a New York il 27 febbraio 2015.

## Distribuzione
La pellicola è stata presentata fuori concorso al Festival di Cannes 2016.
Il film è stato distribuito nelle sale cinematografiche statunitensi il 13 maggio 2016, mentre in Italia era già uscito il giorno prima.